# تن‌های برهنه
تن‌های برهنه (ایتالیایی: Corpi nudi) یک فیلم درام اِروتیک ایتالیایی است که در سال ۱۹۸۳ منتشر شد.

## گزیدهٔ بازیگران
- جانی دئی
- فمی بنوسی
- ماریسا مل
- رُزی ناوارو
- آلفونسو گائیپا